# Osiedle Drabinianka
Osiedle Drabinianka – osiedle nr XXII miasta Rzeszów. Dnia 28 grudnia 2010 r. liczyło 7930 mieszkańców, a według stanu na dzień 10 maja 2019 r. osiedle zamieszkiwały 13 463 osoby. Według stanu na 31 października 2019 r. osiedle liczyło 13 910 mieszkańców. W jego skład wchodzą historyczne dzielnice: Drabinianka oraz Biała.